# Дан Лері
Дан Лері (англ. Dunleary; ірл. Dún Laoghaire) — місто в Ірландії, адміністративний центр та найбільше за населенням місто графства Дан Лері - Ратдаун. У 1821—1920 рр. — Кінгстаун.

## Назва
Назва міста дослівно означає «форт Лері». Назва пов'язана із Лері Мак Нілом, верховним королем Ірландії 5-го століття, який обрав дане місце як місце для створення військової бази, звідки здійснювалися походи до Британії та Галлії.

## Історія та сучасність
Місто офіційно засноване 1821 року. Раніше поблизу (зараз цей район називається Старий Дан Лері) було невелике поселення з кав'ярнею, маленькою пристанню та ймовірно, соляною копальнею.
Місцина на місці сучасного міста первісно мала вигляд плаского скелястого берега з пасовищами. Карта 1800 року фіксує зародження невеликого міського центру в районі перетину сучасних Камберленд-стріт і Йорк-роад.
1817 року було опубліковано план розвитку міста. 1921 року новий порт відвідав король Георг IV, місту було офіційно надано назву «Кінгстаун».
1834 року перша ірландська залізниця поєднала Кінгстаун із Дубліном. Це визначило статус Кінгстауна як одного з найважливіших передмість Дубліна. Окрім того, Кінгстаун перетворився на важливий приморський курорт вікторіанської епохи.
1890 року було відкрито Народний парк. Оскільки до 1900 року центр міста мав надмірно щільну забудову, на ряді основних вулиць були зруйновані споруди крамниць, внаслідок чого нова забудова відступила приблизно на 4,5 метра.
Під час Другої світової війни місто зазнавало німецьких бомбардувань.
З 1930 по 1994 роки місто входило до складу графства Дублін як один із муніципальних районів. З 1994 року є центром окремого графства.

## Визначні місця
- Вежа Мартелло (1805)
- Піплс-парк (1890)
- церква Св. Михайла

## Міста-побратими
- Брест
- Голігед
- Ізумо